# 克里斯托夫·克拉默
克里斯托夫·克拉默（德語：Christoph Kramer，1991年2月19日—）是德國的一位足球運動員，在場上司職防守中場。曾效力於德甲球隊门兴格拉德巴赫，前德國國家足球隊成員。
他也曾代表德國各級青年國家足球隊參賽，並且被選入2014年巴西世界杯德國隊的23人大名單。

## 俱乐部生涯
克拉默是于1995年在当地球队格拉夫拉特（BV Graefrath）开始其足球生涯，并在9岁时由勒沃库森抢先购得。但由于其身高一直未如理想，克拉默的勒沃库森生涯在15岁时中止。经过在杜塞尔多夫青年队的两年锻炼后，克拉默于2008年重返勒沃库森，并在2010年签署了第一份职业合同。2010年5月7日，克拉默在2009-10赛季德国足球地区联赛的第32轮首次代表勒沃库森二队亮相，他在对阵洛特体育之友的比赛中于第89分钟替换比约恩·克鲁福特登场。在随后的一个赛季里，克拉默成为勒沃库森二队的常备成员。他在该赛季中曾一度进入主力阵容，并获得了26次出场机会。2011年，克拉默获得晋升为一线队成员，并随即在2011-12赛季被租借至德乙球队波鸿。
2011年7月18日，在波鸿以0-2不敌杜塞尔多夫的首轮比赛中，克拉默完成了德乙首秀。他在第75分钟替换安德里亚斯·约翰森登场。他的俱乐部首球是在2012年2月25日产生，在以2-6惨败于菲尔特的比赛中射入安慰球。在2012-13赛季的德乙联赛中，克拉默共完成了852次抢断，这比该联赛中的其他任何球员都多，并且赢得了其中的50%。在此过程中，他共有73次犯规，但只获得了8张黄牌。在效力波鸿的两个赛季期间，克拉默共在联赛中出场61次，并射入4球。而他的表现也吸引了越来越多的季票持有者前往雷维尔能源体育场观战。
在波鸿参加了两个赛季的德乙后，克拉默于2013年7月再次以租借的形式加盟门兴格拉德巴赫，为期两年。他在2013年8月9日客场以1-3不敌拜仁慕尼黑的德甲揭幕战中完成了自己的德甲处子秀。在接下来的第2轮，他即取得了加盟门兴格拉德巴赫后的首球，在以3-0击败汉诺威96的比赛中为球队射入第2球。在2014年5月3日以3-1战胜美因茨05的比赛中，克拉默又射入门兴格拉德巴赫的第3个入球，确保了球队得以在来季获得参加欧洲联赛的资格。而在该赛季的最后一轮联赛中，克拉默再度在以3-1战胜沃尔夫斯堡的比赛中射入本队的第3球，最终帮助门兴格拉德巴赫以第6名完赛。

## 国家队生涯
克拉默曾5次代表德国U-19国家队及4次代表德国U-20国家队出场，并取得过1个入球。
继在德甲完成了成功的处子赛季后，克拉默的表现引起了德国国家队主教练约阿希姆·勒夫的注意，并被后者征召入队参加于2014年5月13日对阵邻国波兰的友谊赛。他在这场以0-0告终的比赛中首发亮相并打满全场。同年6月1日，他又获得了第二次为国家队出战的机会，在以2-2战平喀麦隆的热身赛中，克拉默于下半时替补出场。第二天，克拉默便被勒夫纳入了2014年世界杯的德国队最终23人参赛名单。

## 荣誉

### 國家隊
德國
- 世界杯冠军：2014